# 格羅伊迪博杜鄉
43°45′N 24°16′E / 43.750°N 24.267°E
格羅伊迪博杜鄉（羅馬尼亞語：Comuna Grojdibodu, Olt），是羅馬尼亞的鄉份，位於該國南部，由奧爾特縣負責管轄，處於布加勒斯特西南面170公里，每年平均降雨量882毫米，海拔高度47米，2007年人口3,099。